# Điều nàng muốn
Điều nàng muốn là bộ phim hài lãng mạn được Trung Quốc và Hồng Kông hợp tác sản xuất năm 2011, làm lại từ bộ phim cùng tên của Mỹ. Bộ phim với sự tham gia của Lưu Đức Hoa và Củng Lợi, phát hành vào ngày 3 tháng 2 năm 2011.

## Nội dung
Tôn Tử Cương (Lưu Đức Hoa đóng) là Giám đốc sáng tạo của một công ty quảng cáo, rất kiêu căng và ngạo mạn. Một ngày kia, sự xuất hiện của Lý Y Loan (Củng Lợi đóng) đã khiến anh mất vị trí Giám đốc điều hành. Kể từ đó, Tử Cương rất ghét Y Loan và luôn tìm cách để cô phải rời khỏi công ty. Một ngày nọ, Tử Cương gặp phải tai nạn tai quái khiến anh có thể đọc được suy nghĩ của những người phụ nữ. Từ đây, những chuyện dở khóc dở cười bắt đầu xảy ra...
Tử Cương có một cô con gái là Đậu Đậu và một người bố là ông Tôn Mỹ Thanh, ca sĩ giọng nam trung đã giải nghệ nhưng vẫn thích luyện thanh trong viện dưỡng lão. Đậu Đậu ở chung với Tử Cương, người vợ cũ của anh thì đang đi hưởng tuần trăng mật với chồng mới. Tại công ty, Y Loan phát một số sản phẩm của phụ nữ cho các nhân viên nam, bao gồm Tử Cương, để giúp họ dễ khai thác tâm lý khách hàng nữ. Tối hôm đó, Tử Cương về nhà dùng thử các sản phẩm thì bị ngã vào bồn tắm và bị điện giật đến bất tỉnh. Khi tỉnh lại, anh bất ngờ có một khả năng đặc biệt là nghe được suy nghĩ của phụ nữ. Anh đến công ty thì biết được những người phụ nữ nơi đây đều không thích mình. Bà giúp việc biết chuyện liền khuyên Tử Cương hãy tận dụng khả năng này để tạo ra sự thuận lợi trong cuộc sống của anh.
Tử Cương bắt đầu lắng nghe suy nghĩ của phụ nữ xung quanh và cố gắng làm vui lòng họ. Anh tán tỉnh cô nhân viên quán cà phê là Yến Ni và hẹn cô đi ăn tối. Anh còn đến khu vực phụ nữ thường lui tới để tìm hiểu về sở thích của họ. Tử Cương giở trò ăn cắp ý tưởng của Y Loan, tin rằng đây là cách hay nhất để đánh bại cô. Tuy nhiên, thời gian bên cạnh nhau đã làm cả hai nảy sinh tình cảm. Yến Ni tìm đến Tử Cương vì nhiều ngày qua cô không liên lạc được với anh. Lo sợ Yến Ni sẽ nghĩ quẩn mà tự tử, Tử Cương giả vờ thú nhận rằng anh là người đồng tính. Tử Cương đưa Đậu Đậu đi mua sắm quần áo, cho cô một số lời khuyên nhưng cô từ chối. Việc Tử Cương ăn cắp ý tưởng của Y Loan để quảng cáo cho thương hiệu Lotto đã khiến ông Đồng, sếp của anh, sa thải Y Loan. Tử Cương cảm thấy hối hận và chạy đi tìm Y Loan. Y Loan chuẩn bị đến Thượng Hải để tìm công việc mới.
Tại một bữa tiệc, bạn trai của Đậu Đậu chia tay cô vì cô từ chối ngủ với anh, Tử Cương biết chuyện liền đến nơi an ủi con gái, tình cảm hai bố con trở nên tốt đẹp hơn trước. Tử Cương đến căn hộ của Y Loan, giải thích tất cả mọi chuyện và mong cô tha thứ cho anh. Sau đó Tử Cương bị sét đánh, anh không bị nguy hiểm đến tính mạng mà chỉ mất đi khả năng kỳ diệu mình đang có. Y Loan ra đến sân bay thì suy nghĩ lại, nhận ra mình vẫn còn yêu Tử Cương. Cô đến xem buổi biểu diễn của ông Mỹ Thanh tại viện dưỡng lão cùng với hai bố con Tử Cương. Sau này Tử Cương và Y Loan tiếp tục làm việc cùng nhau tại công ty quảng cáo.

## Diễn viên
- Lưu Đức Hoa vai Tôn Tử Cương
- Củng Lợi vai Lý Y Loan
- Viên Lập vai Yến Ni
- Trần Chí Bằng vai Tiểu Phí
- Hồ Tĩnh vai Triệu Hồng